# Мидлсборо (Кентаки)
Мидлсборо (енгл. Middlesborough) град је у америчкој савезној држави Кентаки.

## Демографија
По попису из 2010. године број становника је 10.334, што је 50 (-0,5%) становника мање него 2000. године.
| Група             | 2000.         | 2010.         |
| Белци             | 9.600 (92,4%) | 9.490 (91,8%) |
| Афроамериканци    | 509 (4,9%)    | 413 (4,0%)    |
| Азијати           | 65 (0,6%)     | 50 (0,5%)     |
| Хиспаноамериканци | 82 (0,8%)     | 108 (1,0%)    |
| Укупно            | 10.384        | 10.334        |